# Romance pour violon et orchestre no 1 de Beethoven
Pour les articles homonymes, voir Romance pour violon et orchestre.
La Romance pour violon et orchestre no 1 en sol majeur, op. 40 est une œuvre de Ludwig van Beethoven.

## Historique
Beethoven a écrit deux romances pour violon et orchestre.
Les deux romances pour violon de Beethoven, des années 1802 / 1803, constituent une importante préparation à son concerto pour violon. Elles sont d'un caractère nettement différent, et cependant parentes comme des sœurs. La plus courte, la romance en sol majeur, opus 40, qui est aussi la plus dramatiquement agitée, débute immédiatement par le thème viril et énergique exposé par le violon seul. L'orchestre répète chacune des deux phrases de la pensée composée de deux parties, et se sépare ensuite pour son développement. le morceau, violonistique par excellence, se termine par un puissant crescendo. 
La romance en fa majeur, opus 50, maintenue dans une atmosphère plus lyrique et chantante, est équilibrée d'une manière semblable, construite sur un dialogue concertant. Il est vrai que le thème plein de sentiment est accompagné par l'orchestre dès l'entrée du soliste, et que, par la suite, la tenue plus sévère de la romance en fa majeur s'exprime nettement dans la conduite intimement coordonnée du dialogue. Le finale est caractéristique, semblant perdu comme dans un rêve.
La Romance op. 40, composée en 1802 et publiée en 1803, est la seconde mais porte un numéro d'opus inférieur à celui de la Romance op.50, composée en 1798 mais publiée postérieurement à celle-ci.

## Structure
La composition comporte un seul mouvement marqué Adagio cantabile, en sol majeur, à .
Durée de l'interprétation : environ 8 minutes 30.
Thème du violon soliste :

## Discographie
- David Oistrakh, Karel Ančerl, Supraphon B30R 0024